# Pirate Parties International

Piratenpartijen in de verschillende landen
Gekozen in het Europees Parlement
Nationaal gekozen
Lokaal gekozen
Ingeschreven voor verkiezingen
Geregistreerd in sommige staten
Niet geregistreerd maar actief
Status onbekend

Lid van de Pirate Parties International
Actieve Piratenpartij, maar geen PPI lid

Pirate Parties International (PPI) is de politieke internationale organisatie van de Piratenpartijbeweging. De organisatie werd officieel opgericht in 2010 op de PPI-conferentie in Brussel.

## Internationale beweging
De doelen van de internationale Piratenpartij beweging zijn het versterken van de burgerrechten, zowel op het internet als in het dagelijkse leven, en het streven naar een samenleving waarin ideeën, kennis en cultuur vrij uitgewisseld kunnen worden. Om dit te bewerkstelligen willen ze onder andere wetten zoals het auteursrecht en het octrooirecht aanpassen en de overheden transparanter maken.

## Nationale partijen
De eerste nationale Piratenpartij is de Zweedse Piratpartiet opgericht in 2006. In 2010 hebben meer dan 40 landen een Piratenpartij.

## Verkiezingen
Piratenpartijen hebben sinds 2006 aan verkiezingen op verschillende niveaus meegedaan. De resultaten hiervan waren wisselend.

### Zweden
De Piratpartiet deed mee aan de Zweedse parlementsverkiezingen van 2006 en behaalde daar 0,63% van de stemmen. Hiermee kwamen ze niet over de Zweedse kiesdrempel van 4% heen.

### Duitsland
De Piratenpartei Deutschland deed mee aan de verkiezingen van de Duitse deelstaat Hessen in 2008 en 2009. Hier haalde ze in beide verkiezingen met respectievelijk 0,3% en 0,5% van de stemmen de Duitse kiesdrempel van 5% niet. Ook bij deelname in 2009 aan de verkiezingen van deelstaat Saksen haalden ze met 1,9% de drempel niet. In 2009 wist de partij wel een zetel in de gemeenteraad van zowel Aken als Munster te behalen.
In Juni 2009 verliet Jörg Tauss die voor de Sociaal Democraten in de Bondsdag zat zijn partij en sloot hij zich aan bij de Piratenpartei Deutschland. Maar in de Bondsdagverkiezingen van 2009 op 27 september haalde de Piratenpartei met 2,0% van de stemmen de kiesdrempel niet waardoor ze deze zetel weer kwijtraakte.

### EU
In de Europese Parlementsverkiezingen van 2009 behaalde de Piratpartiet 7,13% van de Zweedse stemmen waarmee ze direct één zetel in het Europees Parlement kregen. Dit worden er twee zodra het Verdrag van Lissabon doorgevoerd wordt. De Piratenpartei Deutschland wist met 0,9% van de Duitse stemmen hier geen zetel te behalen.

### Overige landen
De Franse en Oostenrijkse piraten partijen deden in 2009 en 2010 mee aan lokale verkiezingen maar wisten nergens zetels te halen.
Op 9 juni 2010 doet de Piratenpartij Nederland voor het eerst mee aan de Tweede Kamerverkiezingen van 2010. Op 13 juni 2010 deed ook de Pirate Party België voor het eerst mee aan de verkiezingen van de Kamer van volksvertegenwoordigers in Brussel-Halle-Vilvoorde.
In 2012 kwam de Piratenpartij in België op voor de gemeenteraadsverkiezingen in enkele grote steden, ze haalden geen verkozenen.
Ook hebben ze in 2017 in Nederland aan de Tweede Kamerverkiezingen meegedaan en haalde daar slechts 0,3% en hebben hiermee geen zetels gehaald.
De Pirate Party UK en Ceská pirátská strana (Tsjechië) doen in 2010 ook voor het eerst mee aan hun respectievelijke landelijke verkiezingen.